# Cyphopterum eremicum
Cyphopterum eremicum är en insektsart som beskrevs av Lindberg 1954. Cyphopterum eremicum ingår i släktet Cyphopterum och familjen Flatidae. Inga underarter finns listade i Catalogue of Life.